# Coupe d'Angleterre de football 1914-1915
Navigation
Coupe d'Angleterre 1913-1914 Coupe d'Angleterre 1919-1920
La Coupe d'Angleterre de football 1914-1915 est la 44e édition de la Coupe d'Angleterre, la plus ancienne compétition de football, la Football Association Challenge Cup (généralement connue sous le nom de FA Cup).
Sheffield United remporte la compétition pour la troisième fois de son histoire, battant Chelsea en finale sur le score de 3 à 0 à Old Trafford à Manchester.

## Compétition

### Quarts de finale
Les quarts de finale ont lieu le 6 mars 1915.
| Équipe 1         | Résultat | Équipe 2         |
| ---------------- | -------- | ---------------- |
| Bolton Wanderers | 4 - 2    | Hull City        |
| Bradford         | 0 - 2    | Everton          |
| Oldham Athletic  | 0 - 0    | Sheffield United |
| Chelsea          | 1 - 1    | Newcastle United |

Matchs d'appui le 13 mars 1915:
| Équipe 1         | Résultat | Équipe 2        |
| ---------------- | -------- | --------------- |
| Sheffield United | 3 - 0    | Oldham Athletic |
| Newcastle United | 0 - 1    | Chelsea         |

### Demi-finales
Les demi finales ont lieu le 27 mars 1915, tous les matchs ont lieu sur terrain neutre.
| Équipe 1         | Résultat | Équipe 2         |
| ---------------- | -------- | ---------------- |
| Sheffield United | 2 – 1    | Bolton Wanderers |
| Chelsea          | 2 - 0    | Everton          |

### Finale
| Finale de la coupe d'Angleterre 1914-1915 | Sheffield United | 3 – 0   | Chelsea | Old Trafford, Manchester |                      |
| 24 avril 1915                             |                  | (1 – 0) |         | Spectateurs : 49 557     | Spectateurs : 49 557 |